# Ekvadorski tinamu
Ekvadorski tinamu (lat. Crypturellus berlepschi) je vrsta ptice iz roda Crypturellus iz reda tinamuovki. Ime je dobio u znak sjećanja na njemačkog ornitologa Hansa von Berlepscha. 

## Stanište i rasprostranjenost
Berlepschov tinamu je sivkasto-smeđe boje. Ima crvenkaste tragove koji se nalaze do krune i potiljka.
Živi u nizinskim vlažnim šumama, koje se nalaze u tropskim i subtropskim regijama. Također je dokazano da može preživjeti i u šumama koje su učvrćene trupcima. Raspon mu se nalazi u sjeverozapadnoj Kolumbiji i sjeverozapadnom Ekvadoru. 

## Opis
Hrani se plodovima s tla ili niskih grmova. Također se hrani i malom količinom manjih beskralježnjaka i biljnih dijelova. Mužjak inkubira jaja koja mogu biti od čak četiri različite ženke. Inkubacija obično traje 2-3 tjedna.

## Vanjske poveznice
|  | Zajednički poslužitelj ima još gradiva o temi Crypturellus berlepschi |
|  | Wikivrste imaju podatke o taksonu Crypturellus berlepschi             |